# Адміністративний устрій Буського району
Адміністративний устрій Буського району — адміністративно-територіальний устрій Буського району Львівської області на 1 міську раду, 2 селищні ради та 24 сільські ради, які об'єднують 93 населені пункти і підпорядковані Буській районній раді. Адміністративний центр — місто Буськ.

## Список радБуського району
| №  | Назва                          | Центр            | Населені пункти                                                                   | Площа км² | Місце за площею | Населення (2001), осіб. | Місце за населенням |
| -- | ------------------------------ | ---------------- | --------------------------------------------------------------------------------- | --------- | --------------- | ----------------------- | ------------------- |
| 1  | Буська міська рада             | м. Буськ         | м. Буськ с. Ниви                                                                  |           |                 |                         |                     |
| 2  | Красненська селищна рада       | смт Красне       | смт Красне                                                                        |           |                 |                         |                     |
| 3  | Олеська селищна рада           | смт Олесько      | смт Олесько с. Волуйки с. Теребежі с. Циків                                       |           |                 |                         |                     |
| 4  | Андріївська сільська рада      | с. Мармузовичі   | с. Мармузовичі с. Острівчик-Пильний с. Петричі                                    |           |                 |                         |                     |
| 5  | Балучинська сільська рада      | с. Балучин       | с. Балучин с. Русилів                                                             |           |                 |                         |                     |
| 6  | Боложинівська сільська рада    | с. Боложинів     | с. Боложинів с. Вербляни с. Заболотне с. Підставки                                |           |                 |                         |                     |
| 7  | Гумниська сільська рада        | с. Гумниська     | с. Гумниська с. Чучмани                                                           |           |                 |                         |                     |
| 8  | Заводська сільська рада        | с. Заводське     | с. Заводське с. Гаївське                                                          |           |                 |                         |                     |
| 9  | Задвірська сільська рада       | с. Задвір'я      | с. Задвір'я с. Богданівка с. Полоничі                                             |           |                 |                         |                     |
| 10 | Кізлівська сільська рада       | с. Кізлів        | с. Кізлів с. Думниця с. Журатин                                                   |           |                 |                         |                     |
| 11 | Купченська сільська рада       | с. Купче         | с. Купче с. Ракобовти                                                             |           |                 |                         |                     |
| 12 | Кутівська сільська рада        | с. Кути          | с. Кути с. Брахівка с. Хватів с. Чішки                                            |           |                 |                         |                     |
| 13 | Куткірська сільська рада       | с. Куткір        | с. Куткір с. Безброди с. Острів                                                   |           |                 |                         |                     |
| 14 | Милятинська сільська рада      | с. Новий Милятин | с. Новий Милятин с. Новий Ріпнів с. Ріпнів с. Старий Милятин                      |           |                 |                         |                     |
| 15 | Новосілківська сільська рада   | с. Новосілки     | с. Новосілки с. Дунів с. Кудирявці с. Лісок                                       |           |                 |                         |                     |
| 16 | Ожидівська сільська рада       | с. Ожидів        | с. Ожидів с. Закомар'я с. Застав'є с. Йосипівка с. Павлики с. Сидори с. Янгелівка |           |                 |                         |                     |
| 17 | Переволочнянська сільська рада | с. Переволочна   | с. Переволочна                                                                    |           |                 |                         |                     |
| 18 | Побужанська сільська рада      | с. Побужани      | с. Побужани с. Ланерівка                                                          |           |                 |                         |                     |
| 19 | Полтв'янська сільська рада     | с. Полтва        | с. Полтва                                                                         |           |                 |                         |                     |
| 20 | Соколівська сільська рада      | с. Соколівка     | с. Соколівка с. Баймаки с. Грабина с. Лабач с. Рижани                             |           |                 |                         |                     |
| 21 | Соколянська сільська рада      | с. Соколя        | с. Соколя с. Будиголош с. Волиця-Деревлянська с. Грабова с. Забрід с. Маращанка   |           |                 |                         |                     |
| 22 | Сторонибабська сільська рада   | с. Сторонибаби   | с. Сторонибаби                                                                    |           |                 |                         |                     |
| 23 | Топорівська сільська рада      | с. Топорів       | с. Топорів с. Горбачі с. Гута с. Заболото с. Леньків с. Лісове                    |           |                 |                         |                     |
| 24 | Тур'янська сільська рада       | с. Тур'я         | с. Тур'я с. Бажани с. Бачка с. Гутисько-Тур'янське с. Лісове                      |           |                 |                         |                     |
| 25 | Утішківська сільська рада      | с. Утішків       | с. Утішків                                                                        |           |                 |                         |                     |
| 26 | Чанизька сільська рада         | с. Чаниж         | с. Чаниж с. Лісове с. Стовпин                                                     |           |                 |                         |                     |
| 27 | Яблунівська сільська рада      | с. Яблунівка     | с. Яблунівка с. Рокитне                                                           |           |                 |                         |                     |

* Примітки: м. — місто, смт — селище міського типу, с. — село, с-ще — селище